# 10er v. Chr.
Portal Geschichte | Portal Biografien | Aktuelle Ereignisse | Jahreskalender | Tagesartikel

◄ |
1. Jahrtausend v. Chr. |

◄ |
2. Jh. v. Chr. |
1. Jahrhundert v. Chr. |
1. Jh. |
►

◄ | 40er v. Chr. | 30er v. Chr. | 20er v. Chr. | 10er v. Chr. |
0er v. Chr. |
0er |
10er |
►

19 v. Chr. |
18 v. Chr. |
17 v. Chr. |
16 v. Chr. |
15 v. Chr. |
14 v. Chr. |
13 v. Chr. |
12 v. Chr. |
11 v. Chr. |
10 v. Chr.

## Ereignisse
- 16 v. Chr.: Augusta Treverorum (Trier) wird gegründet.
- 15 v. Chr.: Augusta Vindelicorum (Augsburg) wird als Legionärslager gegründet.
- 15 v. Chr.: Vindobona (Wien) wird als Militärlager mit angeschlossener Zivilstadt gegründet.
- 13/12 v. Chr.: Mogontiacum (Mainz) wird als Doppellegionenlager gegründet.
- 10 v. Chr.: Drusus baut bei Bingen eine hölzerne Brücke über die Nahe (Drususbrücke).

## Bauwerke
- Baubeginn der Römerbrücke in Trier[1]